# Termas romanas de Valduno

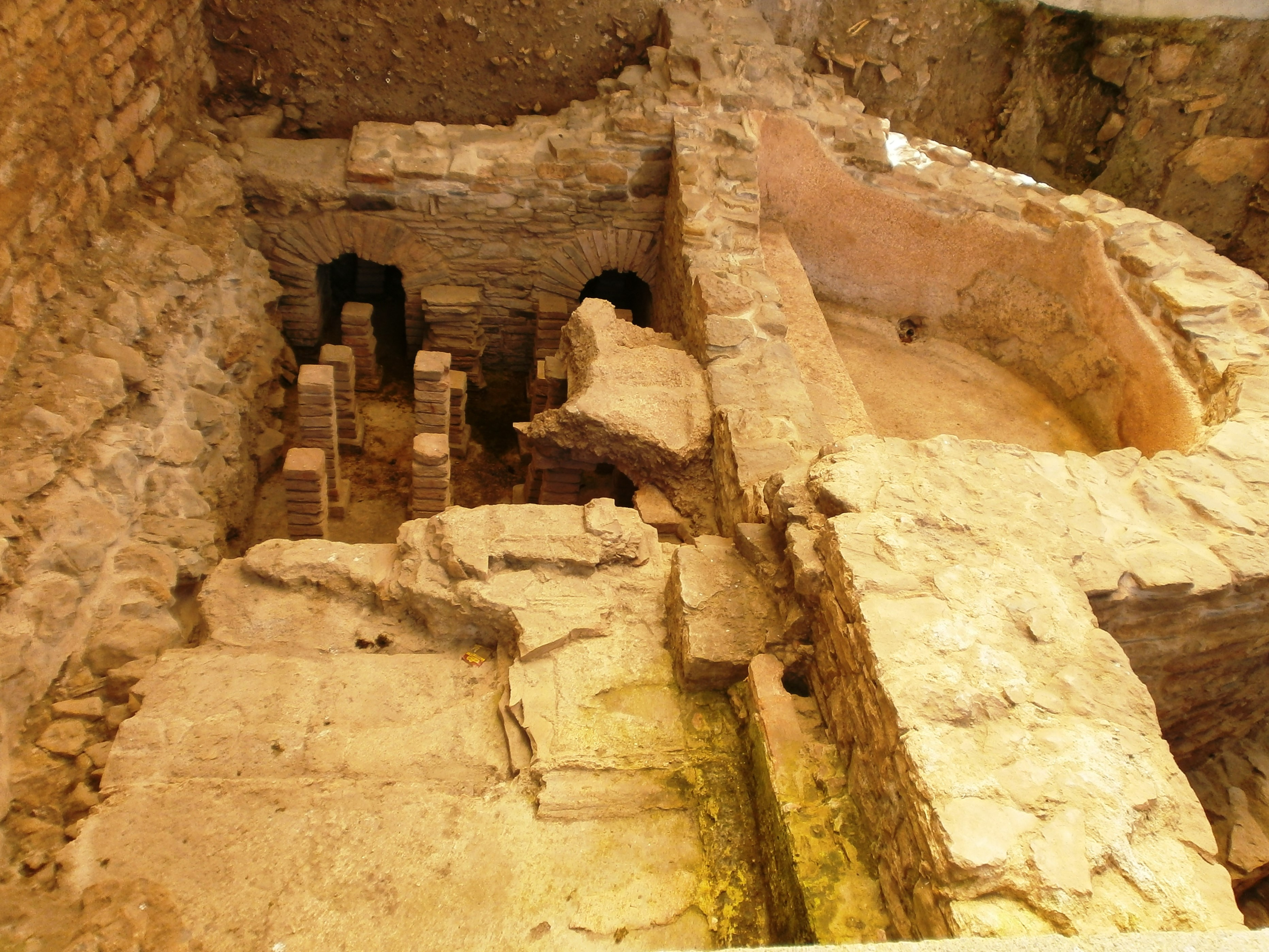
Vista general de las termas con el caldarium a la izquierda y el tepidarium a la derecha.

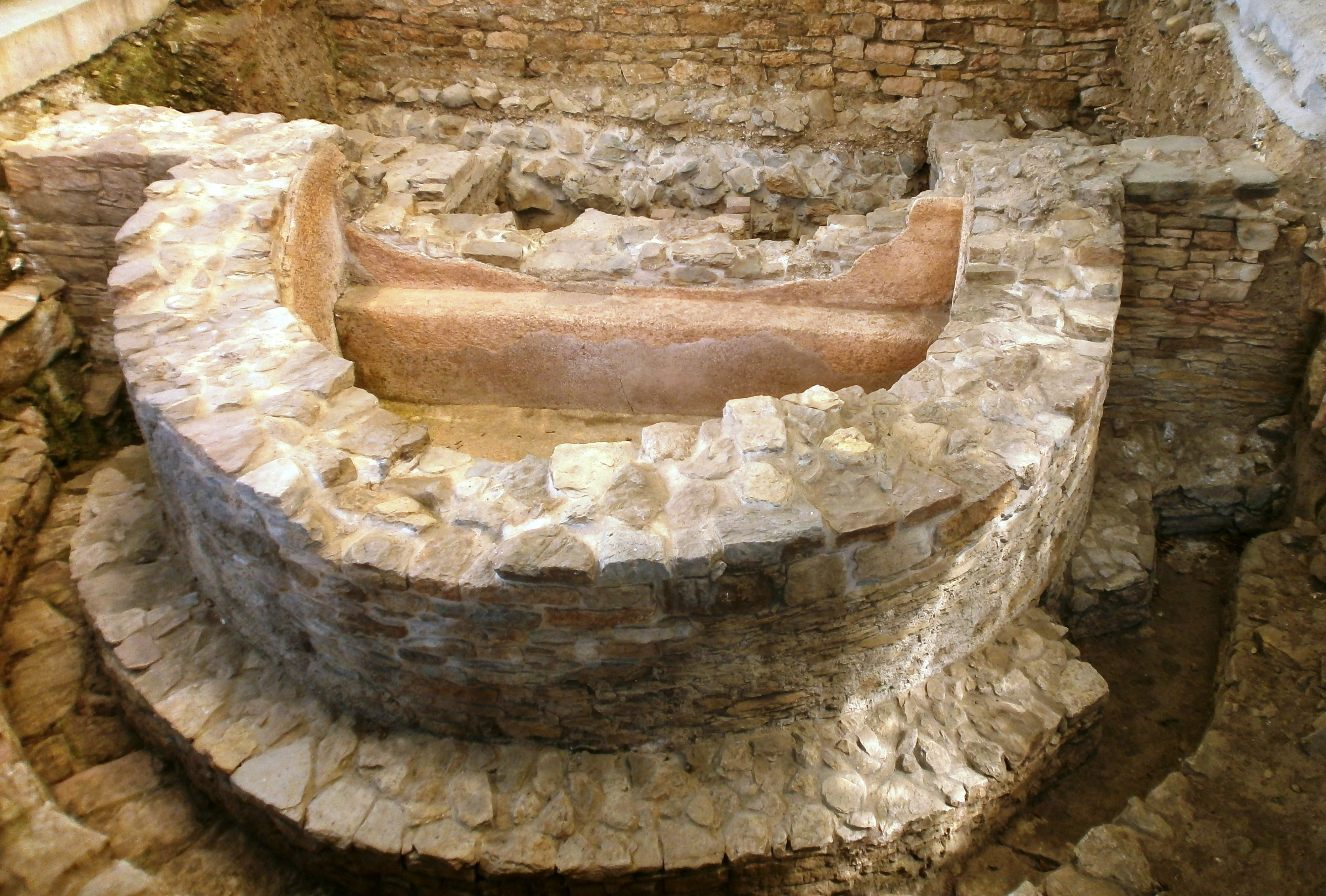
Vista del Alveus.

Las termas romanas de Valduno, también conocidas como termas romanas de Santa Eulalia de Valduno son unas termas o baños romanos que aparecieron en Valduno, en la comarca del Camino Real de la Mesa, en el Las Regueras (en asturiano: Les Regueres) que es un concejo de la comunidad autónoma del Principado de Asturias.

## Descubrimiento
Las termas se descubrieron como consecuencia de las excavaciones que se llevaron a cabo junto a la iglesia parroquial de Valduno. A mediados del siglo XIX se empezó a saber de la existencia de estos restos ya que el investigador Ciriaco Miguel Vigil indicaba que en 1868 había junto a la casa del vecino de Valduno Domingo Tamargo, y también junto a la iglesia, una serie de restos arqueológicos que el citado vecino encontró cuando araba este terreno.

## Los restos
Tal como indicaba Ciriaco Miguel Vigil, se encontraron ladrillos de una edificación romana así como un molino de grano, de piedra, de funcionamiento manual pero el descubrimiento más importante fue el que hizo José Manuel González a mediados del siglo XX muy cerca de la iglesia. Se trataba de una estela funeraria del siglo II y que estaba dedicada a Sestio Munigálico, hijo de Progeneo Quadrato y que está depositada en el Museo Arqueológico de Asturias.
Las excavaciones que se llevaron a cabo a principios del siglo XXI descubrieron un conjunto termal datado a finales del siglo I, muy empleado por los romanos. Las excavaciones ocupan un área de 46 m². En ella se ven claramente diferenciadas dos zonas: el caldarium, también llamado calidarium, cella caldaria o cella coctilium, y el tepidarium. El primero está dividido por un muro de la fachada sur del templo.